# Hieracium furcilliferum
Hieracium furcilliferum es una especie de planta con flor del género Hieracium, de la familia Asteraceae, orden Asterales.

## Distribución
Hieracium furcilliferum se distribuye por Noruega.

## Taxonomía
Fue descrita científicamente por Dahlst.
Tratamiento taxonómico
La especie aparece registrada y publicada en Rep. Bot. Soc. Exch. Club Brit. Isles.